# Internationale Kommunistische Partei
Die Internationale Kommunistische Partei (IKP) wurde 1943 unter dem Namen „Internationalistische Kommunistische Partei“ (Partito Comunista Internazionalista) in Norditalien gegründet. In ihr sammelten sich diejenigen Kommunisten meist italienischer Herkunft, die den von Amadeo Bordiga vertretenen strikt internationalistischen und orthodox-marxistischen Positionen treu geblieben waren. Die meisten der Mitglieder waren spätestens Anfang der 1930er-Jahre aus der offiziellen, stalinistischen KPI ausgeschlossen worden.

## Geschichte
Im Jahre 1952 spaltete sich die Partei, der Flügel um Bordiga nannte sich seit 1961, mit der Angliederung einer Sektion der Partei in Frankreich, nun Internationale Kommunistische Partei.
Der Schwerpunkt der Partei lag auf der „Wiederherstellung des kommunistischen Programms“, sprich, der Verteidigung der ursprünglichen marxistischen Revolutionstheorie gegenüber den Verfälschungen der marxistischen Theorie durch Stalin und andere. Insbesondere Amadeo Bordiga legte in mehreren ausführlichen Schriften dar, warum die Sowjetunion (und die anderen „realsozialistischen“ Staaten) nicht sozialistisch war, sondern eine besondere Form der kapitalistischen Entwicklung darstellte.
Nach dem Tode Bordigas 1970 gab es innerhalb der IKP mehrere Spaltungen (1972, 1981). Diese daraus hervorgegangenen Gruppen existieren noch heute in mehreren Ländern.